# Audi A7 C7
L'Audi A7 C7 è la prima generazione dell'Audi A7, un'autovettura coupé a 5 porte prodotta dalla casa automobilistica tedesca Audi dal 2010 al 2017.
Conosciuta anche come A7 Sportback, ha debuttato il 26 luglio 2010 a Monaco di Baviera. Il modello ha permesso alla casa automobilistica tedesca di concorrere nella fascia di mercato delle coupé a 4 porte d'alta gamma, dove era già presente la Mercedes-Benz CLS oltre all'Aston Martin Rapide e alla Porsche Panamera. Il motore è anteriore-longitudinale.

## Caratteristiche
La vettura è dotata dell'innovativo cambio automatico a doppia frizione (S-Tronic), che permette cambi di marcia senza interruzioni di potenza, più un sistema di trazione integrale Audi Quattro che permette alla vettura una presa migliore su qualsiasi superficie. I propulsori sono forniti di Sistema start e stop.
La vettura può essere dotata come optional del HUD (Head Up Display) che proietta sul parabrezza le informazioni principali della vettura come velocità o istruzioni di navigazione. Inoltre, su di essa è stato introdotto un sistema denominato "Night Vision Assistant": sfruttando una telecamera ad infrarossi è in grado di rilevare di notte persone in lontananza e di avvertire il conducente nel caso l'auto si trovi in rotta di collisione.

## Motorizzazioni
La A7 è disponibile con i seguenti motori:
- V6 FSI benzina da 2.8 litri di cilindrata erogante 204 CV di potenza e 280 Nm di coppia;
- V6 TFSI benzina da 3.0 litri erogante 300 CV e 440 Nm;
- V6 TDI diesel da 3.0 litri erogante 204 CV e 400 Nm;
- V6 TDI diesel da 3.0 litri erogante 245 CV e 500 Nm;
- V6 BiTDI diesel da 3.0 litri erogante 313 CV e 650 Nm;
- V8 TFSI benzina da 4.0 litri erogante 420 CV e 550 Nm, montato sulla versione S7.
- V8 TFSI benzina da 4.0 litri erogante 560 CV e 700 Nm, montato sulla versione RS7.

## Evoluzione

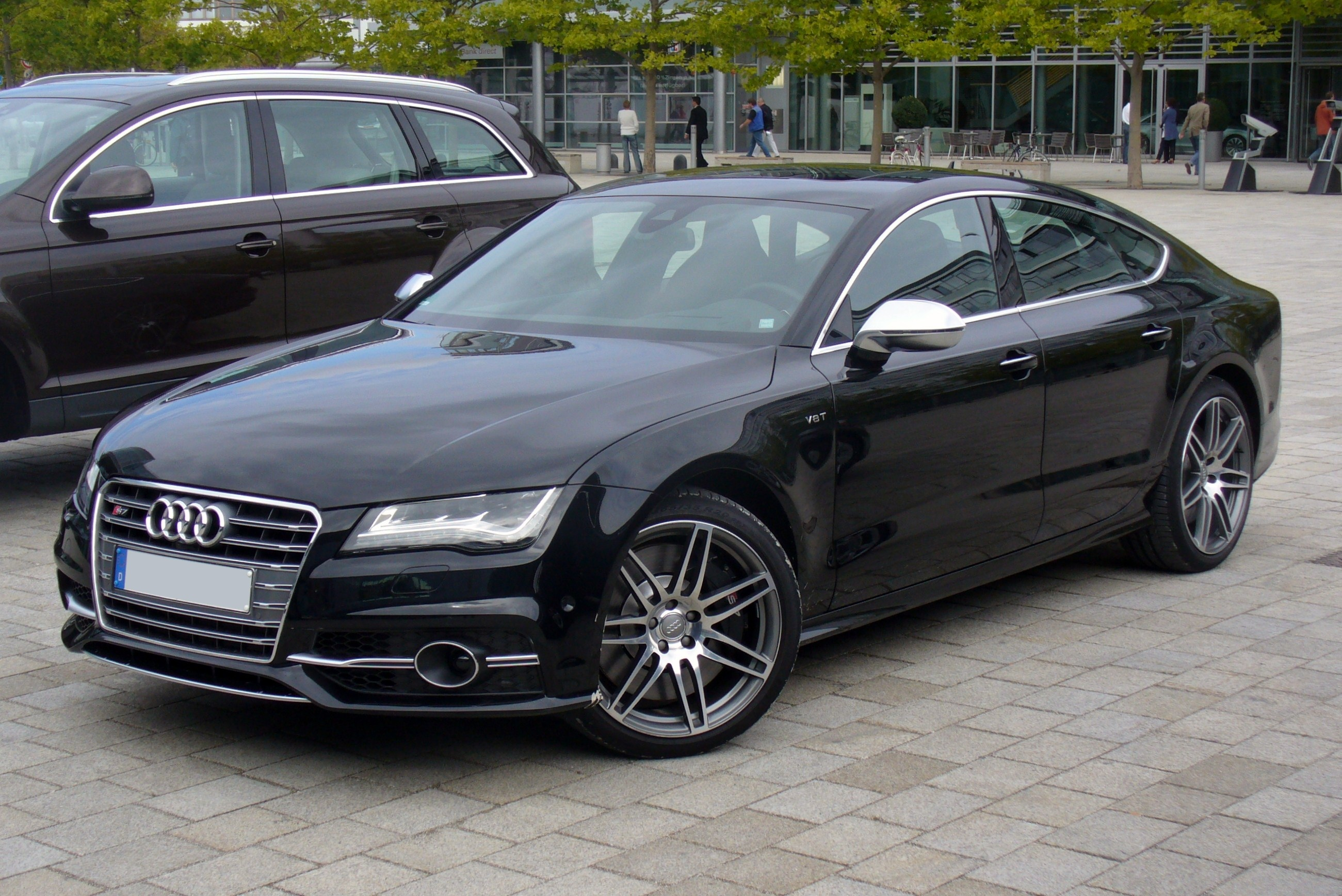
Audi S7 Sportback

### S7
Nel 2012 è stata presentata la versione "S" con motore V8 in grado di erogare 420 CV e che permette alla vettura di accelerare da 0 a 100 km/h in 4,6 secondi.

### RS7

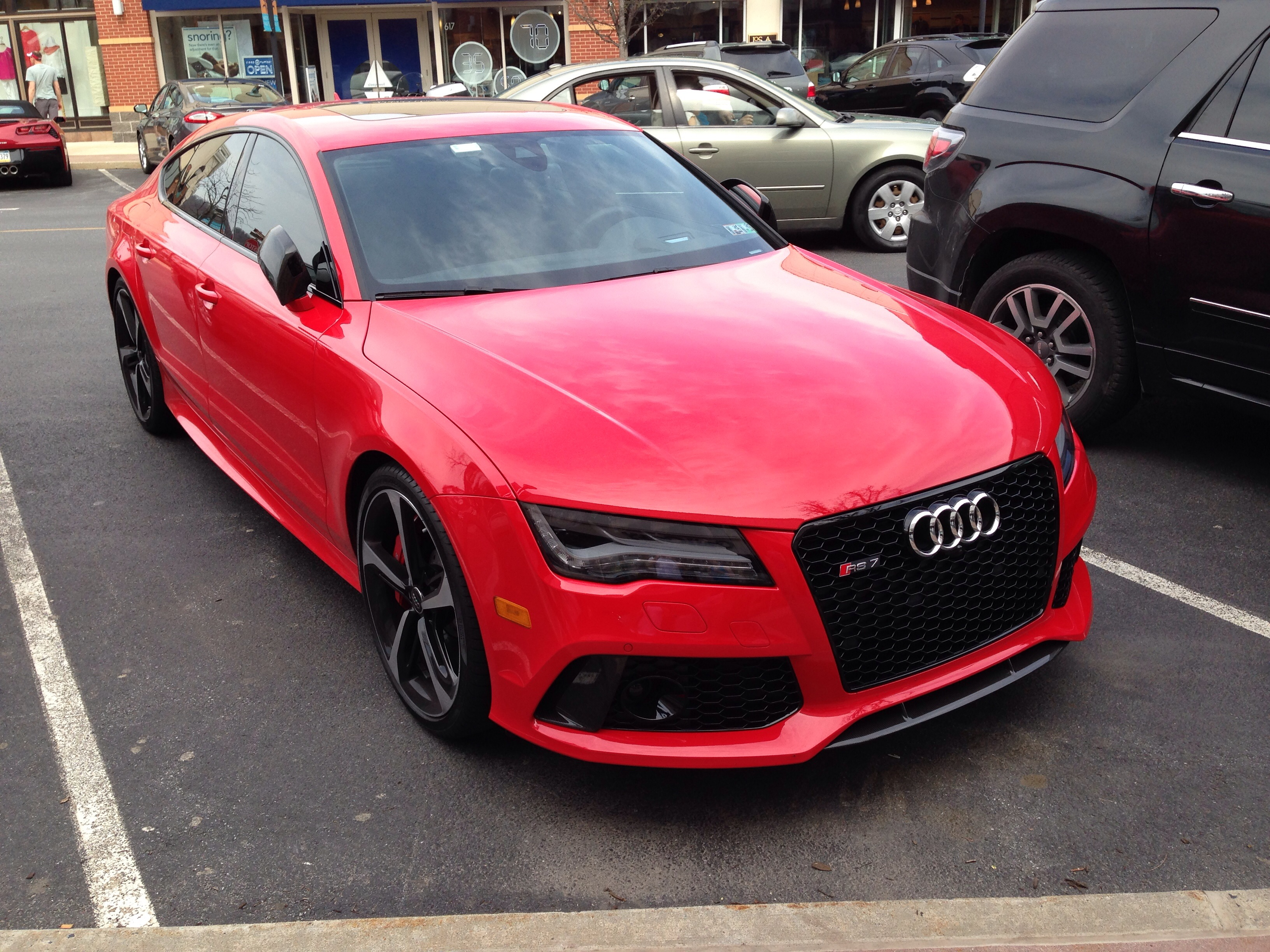
Audi RS7 Sportback

Nel gennaio del 2013, presso il salone automobilistico di Detroit, è stata presentata la versione top di gamma RS che eredita il motore 8 cilindri a V di 4.0 litri già adottato sull'Audi RS6 Avant, in grado di erogare 560 cavalli e una coppia di 700 Nm, disponibile da 1750 a 5500 giri. Questa configurazione meccanica permette alla vettura di passare da 0 a 100 km/h in soli 3,9 secondi con una velocità massima autolimitata di 300 km/h. Tale propulsore è gestito da un cambio automatico-sequenziale a otto marce. Sono stati inseriti anche i sistemi COD (cylinder on demand), il quale ha il compito di disattivare 4 degli 8 cilindri in caso di andatura costante, e Start&Stop, per permettere lo spegnimento e il riavvio automatico della vettura in caso di spegnimento. La trazione è integrale modello Quattro, abbinata ad un differenziale posteriore sportivo. I freni sono a disco con configurazione a margherita con un diametro di 390 mm. Le sospensioni sportive sono regolabili tramite il sistema di regolazione Dynamic Ride Control.
Nel 2014 è stata presentata la versione Sportback 3.0 TDI Competition. Costruita per commemorare i 25 anni dall'introduzione dei propulsori TDI, era dotata di un propulsore V6 3.0 dalla potenza di 326 CV con 650 Nm di coppia abbinato ad un cambio Tiptronic a otto marce e alla trazione integrale quattro. L'assetto era ribassato di 20 mm ed erano montati cerchi da 20" gommati con pneumatici in misura 265/35. La carrozzeria era stata dotata di una linea più sportiva e l'impianto di illuminazione era composto da luci con tecnologia LED. L'accelerazione da 0 a 100 km/h avveniva in 5,1 secondi.

### Restyling 2014

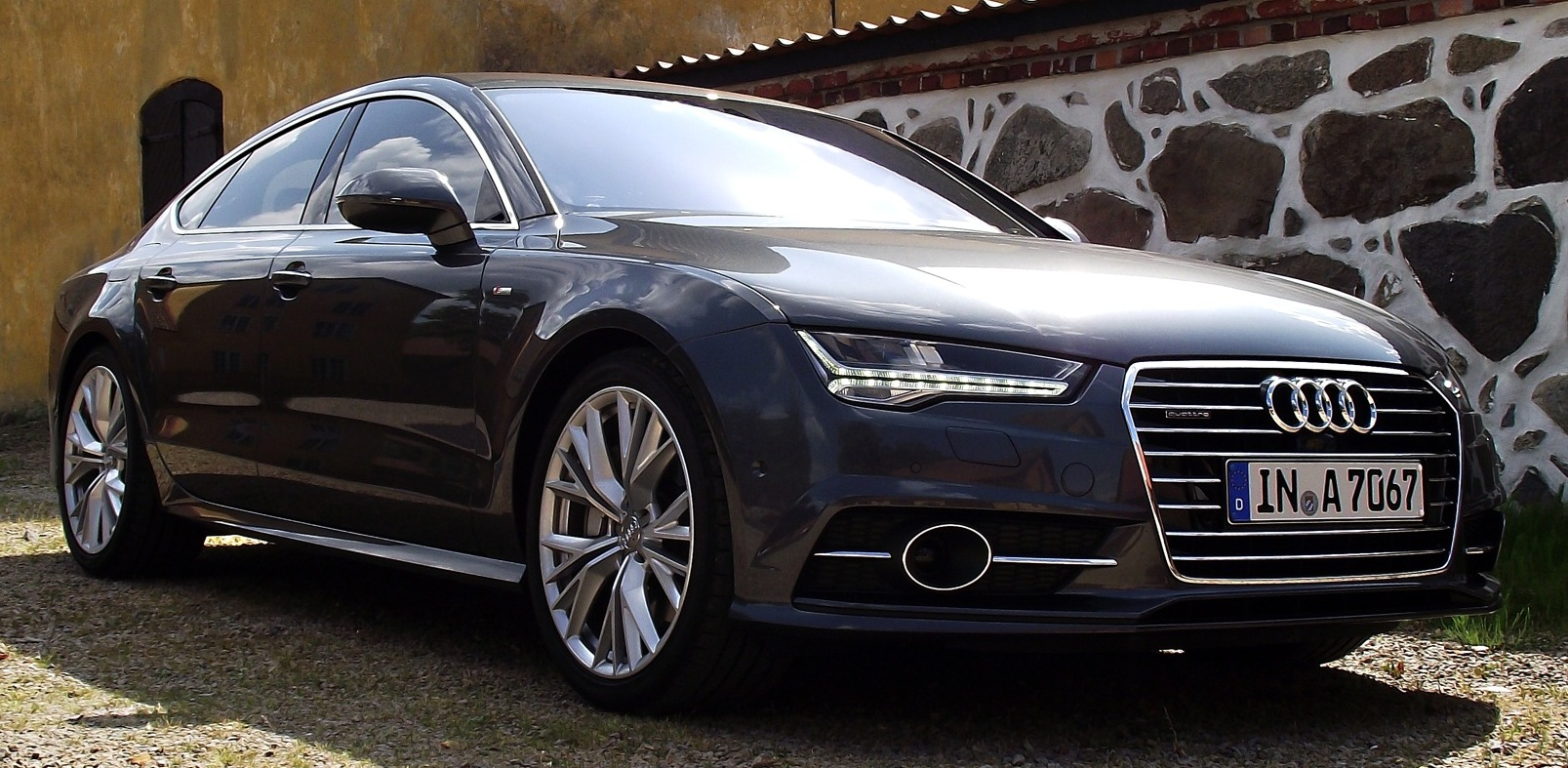
Audi A7 Sportback restyling 2014

Nel mese di maggio 2014,  sono state presentate gli aggiornamenti della Audi A7 e S7. Si distingue per il frontale con dei nuovi fari più stretti, allungati e sottili, una griglia più ampia e smussata ai lati che assume una forma più esagonale e paraurti rivisti nel disegno con maggiori cromature. Nel posteriore la grafica di illuminazione dei fanali è stata modificata e il paraurti posteriore con un disegno inedito e più sportivo. I terminali di scarico sono ora rettangolari anziché rotondi e le luci posteriori sono dotate di serie con il lampeggio dinamico. Di serie sono disponibili dei proiettori a LED (optional i fari con tecnologia a matrice di LED). Oltre a nuovi colori esterni e nuovi cerchi da inedito disegno, sono nuovi anche i materiali interni, diversi elementi cromati aggiuntivi nella carrozzeria e negli interni e una nuova leva del cambio automatico.

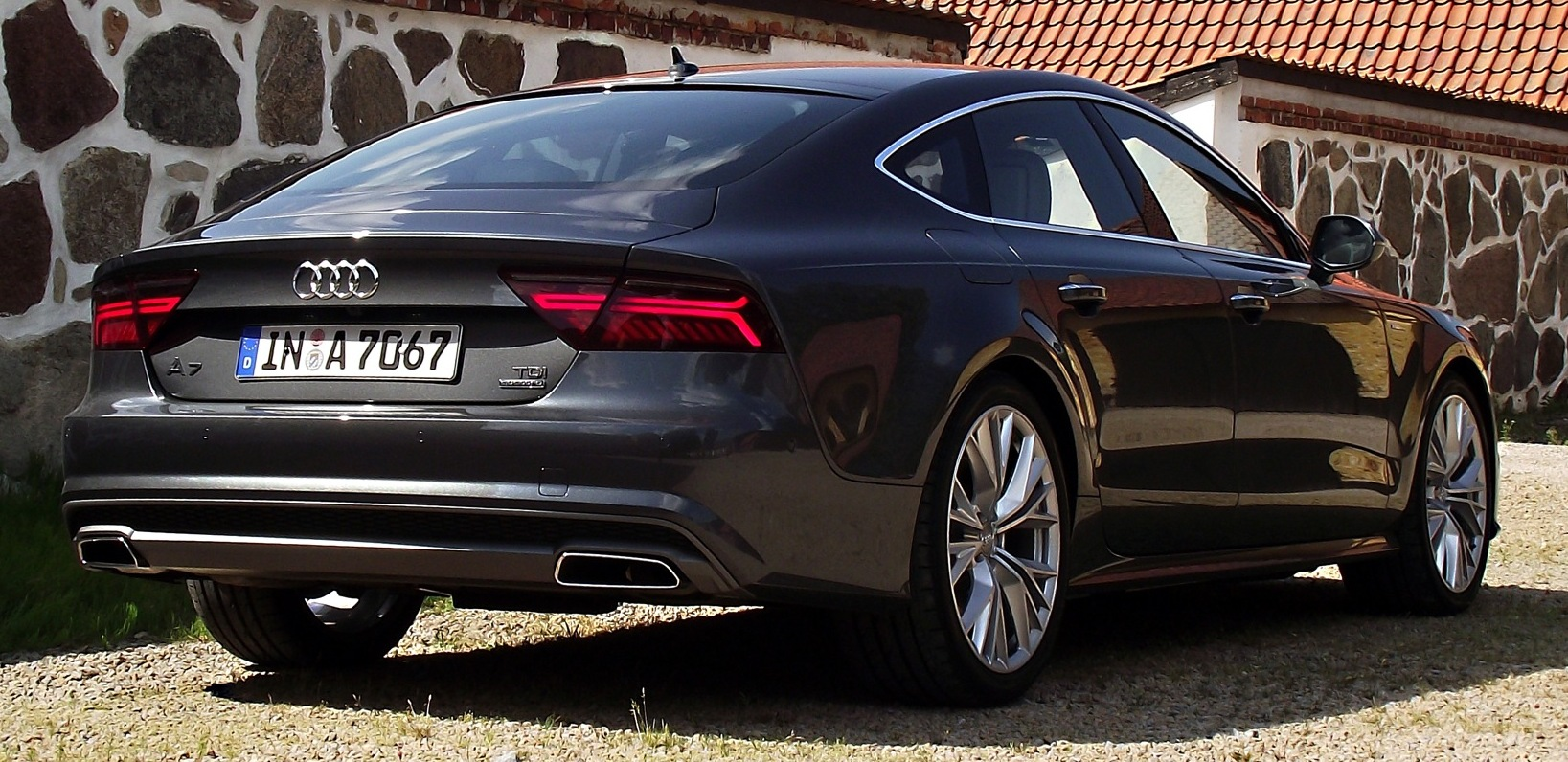

I motori sono stati tutti inediti per avere più potenza e bassi consumi. Per la prima volta vi è un motore a quattro cilindri per la A7, che sostituisce il precedente motore 2.8 FSI. Per i modelli con trazione anteriore che avevano un cambio automatico chiamato Multitronic, ora è disponibile un nuovo automatico doppia frizione S tronic a 7 rapporti. Con alcuni motori è utilizzato uno speciale sistema frenante realizzato con leghe leggere.